# Hillershausen
Hillershausen ist ein Stadtteil der Kreisstadt Korbach im nordhessischen Landkreis Waldeck-Frankenberg, der sich nahe der Grenze zu Nordrhein-Westfalen befindet.

## Geschichte
Die älteste bekannte schriftliche Erwähnung von Hillershausen erfolgte unter dem Namen Hilkeshusen im Jahr 1338 in einem Urkunde des Herzogtums Westfalen.
Das Dorfbild war in der Vergangenheit hauptsächlich durch landwirtschaftliche Betriebe geprägt. Dieser Zweig ist jedoch in der heutigen Zeit vom Aussterben bedroht. In den letzten Jahren hat sich der Ort zu einem Erholungsort entwickelt. Ein im nahen Medebach gelegener Freizeitpark hat hier weitere positive Auswirkungen für den Ort gebracht.
Am 1. Juli 1970 wurde im Zuge der Gebietsreform in Hessen die bis dahin selbständige Gemeinde Hillershausen auf freiwilliger Basis als Stadtteil in die Kreisstadt Korbach eingegliedert. Die Gemarkung der ehemaligen Gemeinde  hatte eine Fläche von 2,99 km².
Für Hillershausen, wie für alle eingegliederten ehemals eigenständigen Gemeinden von Korbach, wurden Ortsbezirke mit Ortsbeirat und Ortsvorsteher nach der Hessischen Gemeindeordnung gebildet.

## Bevölkerung
Einwohnerentwicklung
| Quelle: Historisches Ortslexikon |                          |
| • 1541:                          | 3 Häuser                 |
| • 1738:                          | 12 Häuser                |
| • 1770:                          | 13 Häuser, 114 Einwohner |

| Hillershausen: Einwohnerzahlen von 1770 bis 2020 | Hillershausen: Einwohnerzahlen von 1770 bis 2020 | Hillershausen: Einwohnerzahlen von 1770 bis 2020 | Hillershausen: Einwohnerzahlen von 1770 bis 2020 | Hillershausen: Einwohnerzahlen von 1770 bis 2020 |
| --- | ------------------------------------------------ | ------------------------------------------------ | ------------------------------------------------ | ------------------------------------------------ |
| Jahr |                                                  |                                                  |                                                  | Einwohner                                        |
| 1770 | 1770                                             |                                                  | 114                                              | 114                                              |
| 1800 | 1800                                             |                                                  | ?                                                | ?                                                |
| 1834 | 1834                                             |                                                  | 150                                              | 150                                              |
| 1840 | 1840                                             |                                                  | 146                                              | 146                                              |
| 1846 | 1846                                             |                                                  | 143                                              | 143                                              |
| 1852 | 1852                                             |                                                  | 129                                              | 129                                              |
| 1858 | 1858                                             |                                                  | 149                                              | 149                                              |
| 1864 | 1864                                             |                                                  | 158                                              | 158                                              |
| 1871 | 1871                                             |                                                  | 170                                              | 170                                              |
| 1875 | 1875                                             |                                                  | 185                                              | 185                                              |
| 1885 | 1885                                             |                                                  | 181                                              | 181                                              |
| 1895 | 1895                                             |                                                  | 174                                              | 174                                              |
| 1905 | 1905                                             |                                                  | 205                                              | 205                                              |
| 1910 | 1910                                             |                                                  | 207                                              | 207                                              |
| 1925 | 1925                                             |                                                  | 226                                              | 226                                              |
| 1939 | 1939                                             |                                                  | 184                                              | 184                                              |
| 1946 | 1946                                             |                                                  | 303                                              | 303                                              |
| 1950 | 1950                                             |                                                  | 278                                              | 278                                              |
| 1956 | 1956                                             |                                                  | 296                                              | 296                                              |
| 1961 | 1961                                             |                                                  | 287                                              | 287                                              |
| 1967 | 1967                                             |                                                  | 235                                              | 235                                              |
| 1971 | 1971                                             |                                                  | 271                                              | 271                                              |
| 1980 | 1980                                             |                                                  | 321                                              | 321                                              |
| 1990 | 1990                                             |                                                  | 339                                              | 339                                              |
| 1995 | 1995                                             |                                                  | 339                                              | 339                                              |
| 2000 | 2000                                             |                                                  | 328                                              | 328                                              |
| 2010 | 2010                                             |                                                  | 282                                              | 282                                              |
| 2011 | 2011                                             |                                                  | 279                                              | 279                                              |
| 2015 | 2015                                             |                                                  | 286                                              | 286                                              |
| 2020 | 2020                                             |                                                  | 274                                              | 274                                              |
| Datenquelle: Historisches Gemeindeverzeichnis für Hessen: Die Bevölkerung der Gemeinden 1834 bis 1967. Wiesbaden: Hessisches Statistisches Landesamt, 1968. Weitere Quellen: LAGIS Stadt Korbach; Zensus 2011 |                                                  |                                                  |                                                  |                                                  |

Historische Religionszugehörigkeit
 Quelle: Historisches Ortslexikon
| • 1895: | ein evangelischer (= 0,57 %), 173 katholische (= 99,43 %) Einwohner |
| • 1961: | 43 evangelische (= 14,98 %), 244 katholische (= 85,02 %) Einwohner  |

## Kirche
1936 wurde der Grundstein der katholischen Kirche St. Michael gelegt.